# Tim Knipping
Tim Knipping (* 24. November 1992 in Kassel) ist ein deutscher Fußballspieler.

## Karriere
Knipping spielte als Jugendlicher für Olympia Kassel und den KSV Hessen Kassel. Bei Hessen Kassel gelang ihm im Frühjahr 2011 der direkte Sprung von der Jugendmannschaft in die erste Mannschaft. Von 2011 bis 2012 war er Stammspieler in der Regionalliga Süd. Im Sommer 2012 wechselte er zum eine Liga höher spielenden 1. FC Saarbrücken. Dort wurde er sowohl in der ersten als auch in der zweiten Mannschaft eingesetzt. Nach Ablauf seines Vertrags mit dem 1. FC Saarbrücken wechselte er 2014 an den Niederrhein zu Borussia Mönchengladbach in deren 2. Mannschaft. In der Saison 2016/17 wechselte Knipping zum SV Sandhausen. Dort debütierte er am 3. Spieltag gegen den VfB Stuttgart in der 2. Fußball-Bundesliga (Endstand: 1:2). Zur Saison 2019/20 sicherte sich der Zweitligakonkurrent SSV Jahn Regensburg die Dienste des Verteidigers. Obwohl Knippings Vertrag bei den Regensburgern bis zum 30. Juni 2021 gelaufen wäre, wechselte er im Juli 2020 zum Zweitligaabsteiger SG Dynamo Dresden in die 3. Liga.
Zur Saison 2023/24 kehrte Knipping zum SV Sandhausen zurück. Zu Beginn der folgenden Saison wurde er an die SpVgg Unterhaching verliehen. Nachdem beide Mannschaften abgestiegen waren, verließ er im Sommer 2025 auch seinen Stammverein Sandhausen.